# Waischenfeld

Waischenfeld este un oraș din districtul Bayreuth, regiunea administrativă Franconia Superioară, landul Bavaria, Germania.

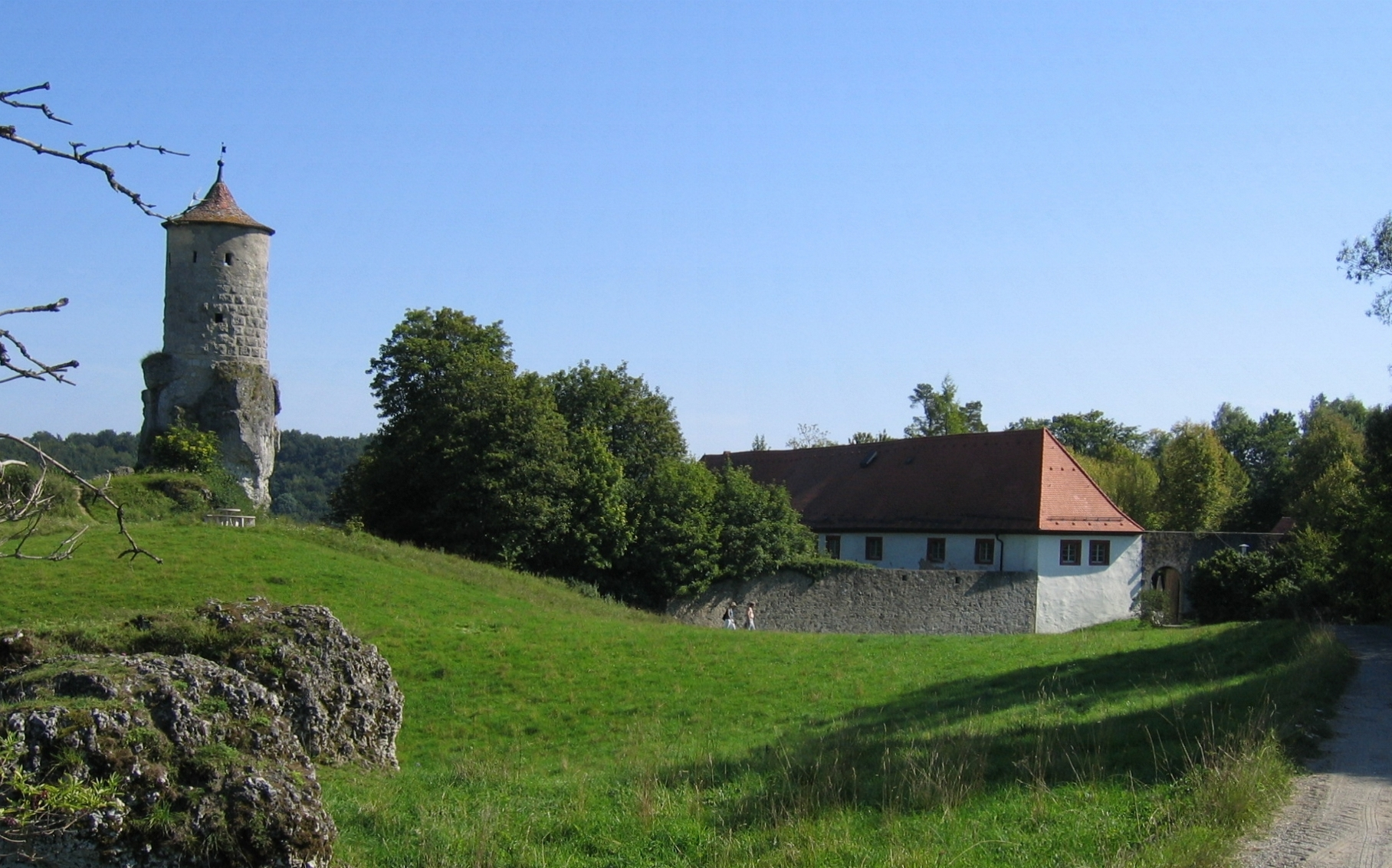
Waischenfeld - Turnul de apărare; „Steinerner Beutel” (punga de piatră) şi cetatea Waischenfeld